# Wacław Śniechowski (major)

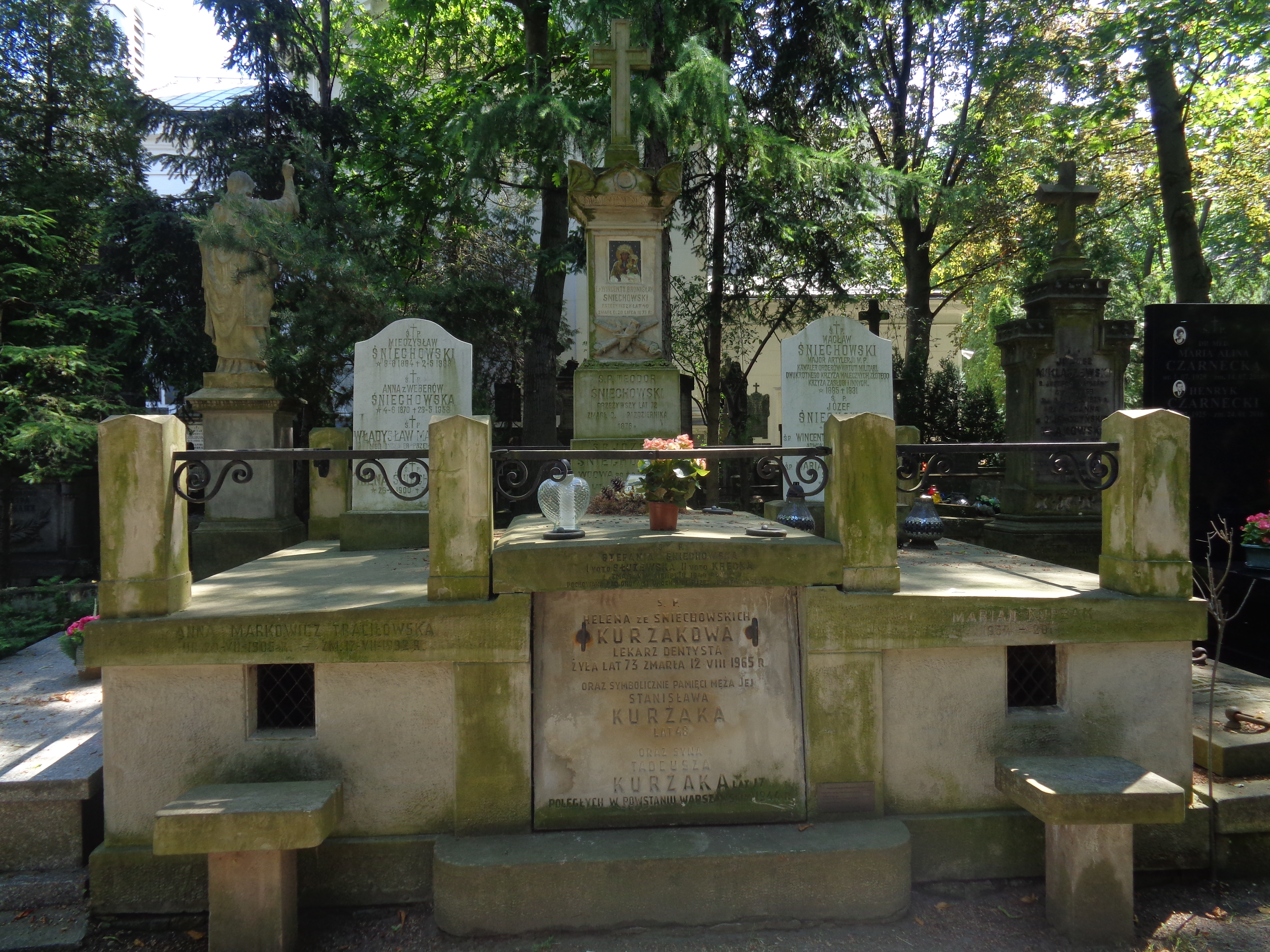
Grób Wacława Śniechowskiego na cmentarzu Powązkowskim

Wacław Bronisław Śniechowski (ur. 11 marca 1895 w Warszawie, zm. 18 stycznia 1931 tamże) – major artylerii Wojska Polskiego, kawaler Orderu Virtuti Militari.

## Życiorys
Ukończył Gimnazjum gen. Pawła Chrzanowskiego w Warszawie. W maju 1915 został wcielony do armii rosyjskiej. W czerwcu 1916, po ukończeniu szkoły artylerii w Petersburgu, został skierowany na front niemiecki. W styczniu 1918 został przyjęty do II Korpusu Polskiego w Rosji, w którym zorganizował lekką 6. baterię, a następnie objął jej dowództwo. 11 maja 1918 w czasie bitwy pod Kaniowem dostał się do niemieckiej niewoli, ale po tygodniu zdołał z niej zbiec. Przedarł się do Moskwy, gdzie znalazł zatrudnienie w urzędzie reemigracyjnym. Równocześnie prowadził działalność konspiracyjną, jako naczelnik Oddziału VI rejonowej komisji II Korpusu Polskiego .
W listopadzie 1918 wrócił do kraju, został przyjęty do Wojska Polskiego w stopniu podporucznika i przydzielony do 6 pułku artylerii polowej, który w maju 1919 został przeniesiony z Warszawy do Częstochowy i przemianowany na 7 pułk artylerii polowej . W szeregach tego pułku walczył na wojnie z bolszewikami. Jako młodszy oficer 4. baterii wyróżnił się 5 marca 1919 w walce o zdobycie Pińska. Następnie, jako dowódca 4. baterii, przydzielonej do Grupy majora Łuczyńskiego, wyróżnił się w ofensywie na Łuniniec. W lipcu 1919 na czele II plutonu swojej baterii wziął udział w zagonie grupy kawaleryjskiej pułkownika Strzemieńskiego na Słuck i walce o zdobycie tego miasta, za którą otrzymał pochwałę od dowódcy Frontu Litewsko-Białoruskiego. Kolejną pochwałę od generała Szeptyckiego oraz od dowódcy Dywizji Poleskiej otrzymał za walki baterii o Mozyrz i Kalenkowicze w marcu 1920. 17 czerwca dowódca grupy poleskiej pułkownik Władysław Sikorski udzielił pochwały dowodzonej przez niego 4. baterii, która przyczyniła się do odparcia 14 czerwca napadu bolszewickiej brygady na odcinek III batalionu 63 pułku piechoty, a następnie jej zniszczenia.
Pod koniec 1920 został przydzielony do Departamentu I Ministerstwa Spraw Wojskowych . W 1922 został wysłany do Francji, gdzie ukończył kursy i odbył staż w pułkach artylerii . W latach 1924–1929 był przydzielony do Departamentu Artylerii Ministerstwa Spraw Wojskowych na stanowisko kierownika referatu technicznego . 18 lutego 1928 został mianowany majorem ze starszeństwem z dniem 1 stycznia 1928 i 20. lokatą w korpusie oficerów artylerii. W styczniu 1930 został przeniesiony do 1 pułku artylerii najcięższej w Warszawie na stanowisko dowódcy dywizjonu . 5 stycznia 1931 został powołany do Wyższej Szkoły Wojennej w Warszawie, w charakterze słuchacza dwuletniego kursu 1930/32. Zmarł 18 stycznia tego roku w Warszawie. Został pochowany w grobie rodzinnym na cmentarzu Powązkowskim w Warszawie  (kwatera 11-6-12,13,14).

## Ordery i odznaczenia
- Krzyż Srebrny Orderu Wojskowego Virtuti Militari nr 6740 (10 maja 1922)[13][14]
- Krzyż Walecznych (dwukrotnie)
- Złoty Krzyż Zasługi (10 listopada 1928)[15][16]
- Medal Niepodległości (pośmiertnie, 20 lipca 1932)[17]